# Ньютон, Исаак (агроном)
Исаак Ньютон (31 марта 1800 — 19 июня 1867) — американский земледелец, агроном
, государственный деятель США. Первый комиссар Департамента земледелия (Department of Agriculture) (ныне Министерство сельского хозяйства США).

## Биография
Родился в семье английских-квакеров. Вырос на ферме своего деда. Окончил местную школу, специального образования не получил. В возрасте 21 года женился и стал менеджером нескольких сельскохозяйственных ферм в штатах Делавэр и Пенсильвания. Начал продавать сельскохозяйственные продукты администрации Белого дома, познакомился с президентом Авраамом Линкольном. Благодаря предпринимательскому духу открыл в Филадельфии кондитерский магазин, как источник дополнительного дохода.
В 1854 году приобрёл 1000 га сельскохозяйственных угодий в Вирджинии. Последовавшие бедствия (в том числе начало гражданской войны в США), разорили Ньютона и заставили его отправиться в Вашингтон, округ Колумбия, в поисках государственной должности. Будучи лично знакомым с президентом Авраамом Линкольном, который был к нему хорошо расположен, в 1861 году получил место начальника Отдела сельского хозяйства Патентного ведомства Соединенных Штатов.
В следующем году, когда Конгресс США учредил Департамент земледелия (Department of Agriculture) (ныне Министерство сельского хозяйства США, (USDA), Ньютон был назначен его первым комиссаром. Работая на этом посту, создал службу статистики для сбора и анализа сельскохозяйственных данных. Выступал за создание общенациональной системы ежедневных метеорологических отчётов для фермеров, что в конечном итоге привело к созданию Национальной метеорологической службы при Департаменте земледелия. Кроме того, он организовал экспериментальную ферму, ныне входящую в состав Национальной аллеи, недалеко от Капитолия — фактически там, где находится сейчас штаб-квартира Министерства сельского хозяйства США.
Ньютон добился того, что Министерство сельского хозяйства США начал публиковать ежемесячные и ежегодные отчеты по сельскому хозяйству, которые были очень популярны у фермеров.
Несмотря на нападки многих критиков, обвинявших его в непотизме, Ньютон сохранил поддержку президента Линкольна вплоть до смерти президента.
В июле 1866 года во время посещения своей экспериментальной фермы Ньютон получил тепловой удар, после которого так и не восстановил полностью своё здоровье. Умер меньше года спустя, 19 июня 1867 года.